# Lista de gambiarras evolutivas
Este artigo lista estruturas, comportamentos e órgãos imperfeitos, desajeitados, inelegantes, ineficientes, difíceis de entender ou prejudiciais que são resultantes do processo evolutivo. Os exemplos são consistentes com o que os cientistas nos campos da ciência evolucionista descrevem como gambiarra evolutiva.
As gambiarras evolutivas são exploradas no argumento do design pobre e são consistentes com as previsões da teoria científica da evolução por meio da seleção natural. Isso prediz que recursos que foram desenvolvidos para certos usos são então reutilizados ou cooptados para usos diferentes, ou completamente abandonados; e esse estado subótimo é devido à incapacidade do mecanismo hereditário de eliminar os vestígios particulares do processo evolutivo.

## Órgãos situados no lugar errado

### Localizações atuais ineficientes

#### Caracóis defecam acima da cabeça
Uma característica particular dos caracóis é que durante sua formação, a concha calcária sofre uma distorção helicoidal, girando para abrigar seu corpo e permitir que a cabeça possa ser puxada para dentro do manto de proteção, evidentemente para se proteger de predadores. Acontece que, conforme gira durante sua fase larval, seu trato digestivo juntamente com o resto do sistema visceral também é submetido a torção, de aproximadamente 180º, de modo que o ânus do animal acaba localizado acima da própria cabeça.

#### Olhos do linguado precisam migrar
Na fase adulta, os peixes linguados são indivíduos demersais estritos, vivendo camuflados encostados ao substrato dos fundos marinhos como forma de proteção contra os predadores e como estratégia de caça. Como o linguado descende de peixes simétricos, ao eclodir, a morfologia típica dos peixes, com cabeça simétrica e um olho de cada lado do cérebro, é apresentada. No entanto, um dos olhos precisa migrar para o lado oposto da cabeça, num processo de metamorfose que ocorre entre as fases larval e juvenil, para que na fase adulta ele não fique "raspando" no substrato marinho ou olhando para a areia.

#### Testículos dos primatas precisam migrar
Em alguns primatas machos, incluindo os humanos, os testículos se desenvolvem primeiramente dentro do abdômen para mais tarde, durante a gestação, migrarem através da parede abdominal até o saco escrotal. Essa passagem causa dois pontos fracos na parede abdominal, chamados de canal inguinal, onde as hérnias podem se formar posteriormente, deixando que os intestinos saiam e fiquem presos em baixo da pele. Desta forma, os intestinos ficam prejudicados e o fluxo de sangue para os testículos pode se reduzir ou até ser cortado. Antes das modernas técnicas cirúrgicas, as complicações de hérnias, como o bloqueio intestinal e a gangrena, geralmente resultavam em morte. 

#### A bolsa do coala abre-se para baixo
O coala é um marsupial arborícola noturno, com até 85 cm de comprimento, que passa seus dias agarrado a troncos de árvores e que possui o marsúpio que se abre para baixo, em vez de para cima, como a dos cangurus. A razão isso é um legado da história. Os coalas descendem de um ancestral parecido com o vombate. Segundo Williams (2006), os coalas evoluíram de marsupiais escavadores como o vombate, que escavavam ninhos subterrâneos, a bolsa de seus ancestrais abrem-se para trás como resultado de proteção dos filhotes durante a escavação. A medida que os atuais coalas evoluíram, essa característica manteve-se como estrutura vestigial.

#### Cogumelos com lamelas do lado de dentro
Nos cogumelos convencionais, as lamelas são utilizadas como meio de dispersão de esporos. Nos cogumelos da espécie Clavogaster virescens que assumiram uma forma gasteróide ao evoluir, o esporocarpo nunca se abre para formar o chapéu (píleo) e as lamelas se mantiveram dentro do corpo de frutificação. Com as lamelas do lado interno, os fungos não se abrem para que seus esporos se dispersem no ar. Os esporos então são formados dentro de corpos de frutificação e impedidos de serem expelidos com força do basídio, o que faz com que sejam dependentes de animais como roedores ou insetos para distribuir seus esporos.

#### Figos são flores invertidas
Os chamados figos são tecnicamente flores invertidas e não frutos em si. Eles requerem um tipo específico de polinização que só pode ser realizada por vespas de figo – vespas que precisam morrer dentro da fruta para que ela amadureça, já que os figos não podem ser polinizados pelo vento ou pelas abelhas comuns. Ao contrário da crença popular, os figos maduros não estão repletos de vespas mortas. Na verdade, o figo produz uma enzima chamada ficain (ficin) que digere a vespa morta, permitindo que o figo absorva os nutrientes necessários para amadurecer os frutos e as sementes.

#### Receptores ópticos dos tetrápodes
Na estrutura dos olhos de todos os vertebrados, a retina é invertida, que força a luz a atravessar corpos celulares e fibras nervosas antes de atingir os fotorreceptores causando defeitos que degradam a qualidade da imagem. Os nervos e vasos sanguíneos se espalham pela superfície interna da retina, e não atrás dela, como é o caso de muitas espécies de invertebrados, provocando sombras indesejadas. E as fibras nervosas que se juntam, projetam-se numa abertura única na retina e viram o nervo óptico, criando um arranjo que além de forçar uma série de adaptações complexas, dá aos mamíferos um ponto cego. Uma estrutura melhor para o olho seria ter o nervo óptico conectado ao lado da retina que não recebe a luz, como é o caso dos cefalópodes.

### Trajetórias atuais ineficientes

#### Nervo laríngeo das girafas gasta 4,5 metros

Percurso do Nervo Laríngeo Recorrente nas girafas.

O nervo laríngeo da girafa é um nervo craniano que se origina diretamente do cérebro. Um de seus ramos parte de cada lado do pescoço e se dirige à laringe. Uma parte desse nervo alcança a laringe diretamente, enquanto outra parte segue um caminho bastante longo. Ele se dirige para baixo, adentrando o tórax, segue em direção ao coração, circunda uma das artérias e então retorna para cima até alcançar a laringe. 
O nervo laríngeo é um exemplo notável de como estruturas biológicas não são sempre otimizadas para a eficiência, mas sim produtos de adaptações ao longo do tempo. Devido à posição da aorta da girafa no tórax, que está muito distante do crânio, o nervo laríngeo percorre cerca de 4,5 metros em uma girafa adulta para chegar a uma posição apenas alguns centímetros de onde se origina.
Neste caso famoso, proponentes do Design Inteligente reivindicam que o nervo maior (chamado de nervo vago) desce para enervar vários órgãos e que isso justificaria o nervo laríngeo recorrente, que nasce como ramificação do nervo vago, surgir perto dos grandes vasos que saem do coração e precisar dar um loop na artéria para voltar até a laringe. No entanto, esta ramificação poderia partir do nervo vago ainda no início do percurso, mas sua rota atual corresponde a história evolutiva, onde a evolução simplesmente estendeu o nervo para acompanhar o crescimento do pescoço nos tetrápodes.

#### Nervo laríngeo dos saurópodes gasta 50 metros
Os animais de pescoço mais longo de todos os tempos foram os extintos dinossauros saurópodes, alguns dos quais tinham pescoços de 14 metros de comprimento. Nesses animais, os neurônios que compunham o nervo laríngeo recorrente tinham pelo menos 28 metros de comprimento. Nos saurópodes mais longos, esses neurônios podem ter entre 40 e 50 metros de comprimento, provavelmente as células mais longas da história da vida. A explicação para esse trajeto peculiar está enraizada na história evolutiva. Durante a evolução dos saurópodes, seus pescoços foram alongando-se gradualmente ao longo de milhões de anos. O nervo laríngeo recorrente, que evoluiu antes do alongamento do pescoço, ficou "preso" ao longo desse trajeto mais longo à medida que o pescoço se estendia. Em vez de reorganizar completamente sua rota, a evolução simplesmente estendeu o nervo para acompanhar o crescimento do pescoço assim como nas girafas, resultando em um trajeto tecnicamente desnecessário.

#### Nervo laríngeo de 3,5 metros em cobras aquáticas
O coração das cobras está localizado a 15-25% do comprimento do corpo a partir da cabeça nas espécies terrestres e arbóreas, mas 25-45% nas espécies totalmente aquáticas. Não existe uma média universalmente aceita para a distância do nervo laríngeo recorrente em cobras, pois pode variar consideravelmente. Entretanto, considerando essa porcentagem de distância entre os dois órgãos, para o caso de uma cobra aquática típica da Amazônia, que pode atingir 7 metros, pode-se estimar que a trajetória do nervo laríngeo recorrente, a partir da aorta até a laringe (que está localizada em uma posição diferente daquela encontrada em mamíferos, na parte anterior da traqueia, perto da base da boca) tenha um comprimento aproximado de 1,75 a 3,15 metros.

#### Nervo de voo dos gafanhotos africanos
No gafanhoto africano, embora as asas estejam no tórax, as células nervosas que se conectam às asas se originam no abdômen. Essa estranha "conexão" é o resultado dos nervos do abdômen sendo cooptados para uso durante o voo. Esse monumento à ineficiência é explicável considerando um processo não-direcionado como a evolução e não por uma causa inteligente, já que existem rotas alternativas pelas quais os nervos de voo percorriam o cordão nervoso ventral, passando pelo alvo e voltando através do organismo até onde são necessários. Este longo caminho faz usar mais materiais do que o necessário.

#### Cacho da bananeira dentro da planta
A bananeira é uma planta composta por um caule que é subterrâneo e modificado (rizoma). O que fica acima do solo é, na verdade, um falso tronco  formado pela junção dos pecíolos das folhas (bainhas das folhas superpostas). Somente quando a planta está pronta para florescer é que uma extensão do verdadeiro caule, com uma espiga terminal na ponta, cresce por dentro da bainha do pseudocaule até sair e continua crescendo para baixo onde surgem as bananas. Acontece que, muitas vezes esse caule não cresce até sair de dentro da planta, as bananas surgem ainda dentro do falso tronco e não são expulsas.

#### Canal espermático dos primatas de 40 cm
O canal espermático dos primatas, incluindo o canal da espécie humana, também se revela contendo uma trajetória desorganizada. O canal espermático dos primatas é uma estrutura que segue um caminho bastante longo para chegar a uma posição apenas alguns centímetros de onde se origina: para conectar os testículos (localizados no saco escrotal bem ao lado do pênis) à uretra, no pênis, o cordão espermático faz uma volta pela região do osso público acima e desce por uma brecha abaixo das juntas do quadril. Isto resulta em um trajeto que demanda 30 a 40 centímetros de cordão para ligar órgãos próximos e pode resultar ainda em alguns tipos de hérnias. 

#### Via neural dos olhos até a glândula pineal
A via neural que leva informações fóticas dos olhos para a glândula pineal em mamíferos já foi detalhadamente descrita. O caminho começa na retina do olho, então sai pelo nervo óptico subindo para o núcleo supraquiasmático até alcançar o núcleo paraventricular do hipotálamo antes progredir mais. Neste ponto, é necessário uma conexão do núcleo paraventricular até seu destino final que é a glândula pineal. Essas duas estruturas são bastante próximas uma da outra, e uma causa inteligente certamente os teria conectado por um caminho curto e direto. Em vez disso, a conexão entre as duas estruturas é conseguida através de um longo caminho até a medula espinhal torácica, para o gânglio cervical superior e de volta para a glândula pineal.  Em suma, a via percorre uma longa trajetória para conectar um órgão a uma glândula vizinha a ele. 

#### Contínuo crescimento da próstata
Nos primatas, principalmente os humanos, o canal urinário (uretra) passa por dentro da próstata, uma glândula bastante sujeita a infecções e ao inchamento resultante. A próstata atua comprimindo a uretra para impedir a saída de urina durante a relação sexual e isso justifica a passagem do canal por ela. Todavia, é uma glândula que sofre um surto de crescimento durante a puberdade que certamente seria para desempenhar a função de válvula. Entretanto, por razões ainda pouco claras, sofre um surto de crescimento desnecessário que se inicia aproximadamente aos 30 anos e que continua por aumentar com a idade. Desta forma, à medida que envelhecem, muitos homens sofrem alterações urinárias causadas por inflamação ou aumento da próstata (hiperplasia), que bloqueiam o fluxo da urina e os impedem de urinar.

#### Lagartos que esguicham sangue
Muitos animais têm estratégias para se defenderem de predadores. Os repteis são famosos por serem equipados com chifres, dentes afiados, placas ósseas, garras e esporas. No entanto, os lagartos-de-chifres do gênero Phrynosoma evoluíram um impressionante arsenal, que culmina com um esguicho de sangue pelos olhos. Nativos de regiões desérticas da América do Norte, esses animais se alimentam de formigas, e por isso ficam expostos a regiões abertas por longos períodos. Em ataques de predadores, se depois de todas estratégias de defesa úteis o lagarto ainda estiver ameaçado, ele esguicha sangue pelos olhos. Para isso, eles restringem o fluxo sanguíneo que sai da cabeça, aumentando a pressão sanguínea até romper pequenos vasos ao redor das pálpebras. O sangue confunde os predadores e tem um gosto desagradável para caninos e felinos. 

## Causam prejuízos aos espécimes

### Perfuram a si mesmos

#### Palmas que perfuram seus próprios cladódios
As palmas Opuntia littoralis geralmente crescem em aglomerados densos que se espalham por vários metros de largura e até um metro e meio de altura. Os galhos são constituídos por cladódios planos ovais com até 22 centímetros de comprimento. Cada cladódio está coberto de aglomerados de espinhos amarelados de 2 a 4 centímetros de comprimento. Conforme a planta cresce, os galhos engrossam e os espinhos vão penetrando nos galhos vizinhos, perfurando a planta, o que enfraquece o tronco do cacto.

#### Candelabros que perfuram seus próprios troncos
Candelabros são plantas suculentas pertencentes ao gênero Euphorbia, conhecidas por sua aparência única e adaptações intrigantes. Uma das características fascinantes dessas plantas foi a forma como elas se adaptaram para lidar com a necessidade de se fixarem ao solo em habitats áridos, convergindo com os cactos. Os candelabros têm espinhos afiados ao longo de seus caules, e conforme a planta cresce, os galhos engrossam e os espinhos vão penetrando nos galhos vizinhos, perfurando a planta , o que enfraquece o tronco e causa perda do látex tóxico. 

#### Dentes do Babirusa perfuram próprio crânio
Os dentes caninos da mandíbula do babirusa macho crescem por sobre a face, e os caninos superiores emergem na vertical dos alvéolos do maxilar e penetram pela pele do nariz, então saem em curva para cima e na frente da face. Os dentes caninos crescem curvados e em direção à cabeça, onde acabam, muitas vezes, perfurando o crânio do animal e atingindo o cérebro. A função atual destes dentes é desconhecida. Eles são bastante frágeis, facilmente se quebram e são raramente usados em combate. Estudos subsequentes do comportamento, da fragilidade estrutural do dente canino superior e a relativa superficialidade destes, mostraram que os dentes caninos do macho adulto nunca foram usados diretamente em lutas.

#### Sapo que cria garras quebrando seus ossos
No processo evolutivo, uma clara evidência de que os recursos que foram desenvolvidos para certos usos são reutilizados ou cooptados para usos diferentes é o caso dos anfíbios chamados vulgarmente de Wolverine, em alusão ao mecanismo de garras do personagem de desenho animado. Contudo, suas estruturas de defesa não são farpas que crescem feito espinhos de uma planta ou garras de um felino: não dispondo destas estruturas para a defesa, os anfíbios da espécie Trichobatrachus robustus quebram ativamente seus próprios ossos de maneira que produzem garras improvisadas que se projetam para fora dos seus dedos dos pés. No processo, quando o anfíbio é atacado, ele contrai um músculo que causa a quebra do osso em uma fratura exposta. Ou seja, a ponta afiada se rompe da ponta óssea e rasga sua pele, emergindo na parte de baixo dos dedos dos pés.

### Reprodução com perfuração

#### Gatos possuem espinhos no pênis
Gatos têm um pênis cercado de dezenas de espinhos rígidos (espículas) que de acordo com um estudo publicado na revista The Anatomical Record, estão associados com o estímulo da ovulação: provocam sangramento por ocasião do coito, o que estimula o aumento da secreção do hormônio LH que leva a ovulação na gata. Essas espículas, além de provocarem esse sangramento, provocam dor por machucarem intensamente as paredes da vagina da fêmea que necessita desse estímulo para poder ovular. A perda de espinhos também leva à estimulação reduzida do pênis do gato durante a intromissão, promovendo a diminuição da excitação sexual. Assim, para que haja sucesso na reprodução, são necessários os espinhos tanto para o macho quanto para a fêmea.

#### Morcegos possuem espinhos no pênis
Pelo menos 12 espécies de morcegos têm genitais espinhosos. Esses "espinhos" variam em tamanho, podendo atingir até 1cm no pênis dos morcegos da espécie Lasiurus cinereus. Com base no que se sabe sobre outras espécies com pênis farpado, é possível formular diversas explicações. Para esses morcegos, há a possibilidade de que eles tenham evoluído o pênis farpado para danificar os órgãos genitais da fêmea, impedindo que ela acasale com outros machos. Outra hipótese sugere que tais espinhos sejam ferramentas para remoção de espermatozoides de outros machos, já que essas espécies podem armazenar os espermatozoides. Outra explicação pouco aceita é a de que os espinhos penianos possibilitem morcegos machos e fêmeas permaneçam acoplados - semelhante ao velcro - para poderem se acasalar no ar.

#### Cobras com espinhos no hemipênis
A superfície dos hemipênios das cobras é, muitas vezes, coberta por espinhos pontiagudos e espículas que são organizadas em formações chamadas rosetas. Um caso que representa esse fenômeno é o da espécie Boiga mulmaculata cujo hemipênis é inteiramente coberto por espinhos e espículas em forma de gancho. Uma das explicações para estas versões farpadas é a de que elas evoluíram de forma que facilitam o acasalamento entre indivíduos da mesma espécie, como o “mecanismo de fechadura e chave”. Com isso, uma das propostas é a de que os espinhos penianos possibilitem que machos e fêmeas permaneçam acoplados como os morcegos (evolução convergente).

#### O percevejo que realiza cópula forçada

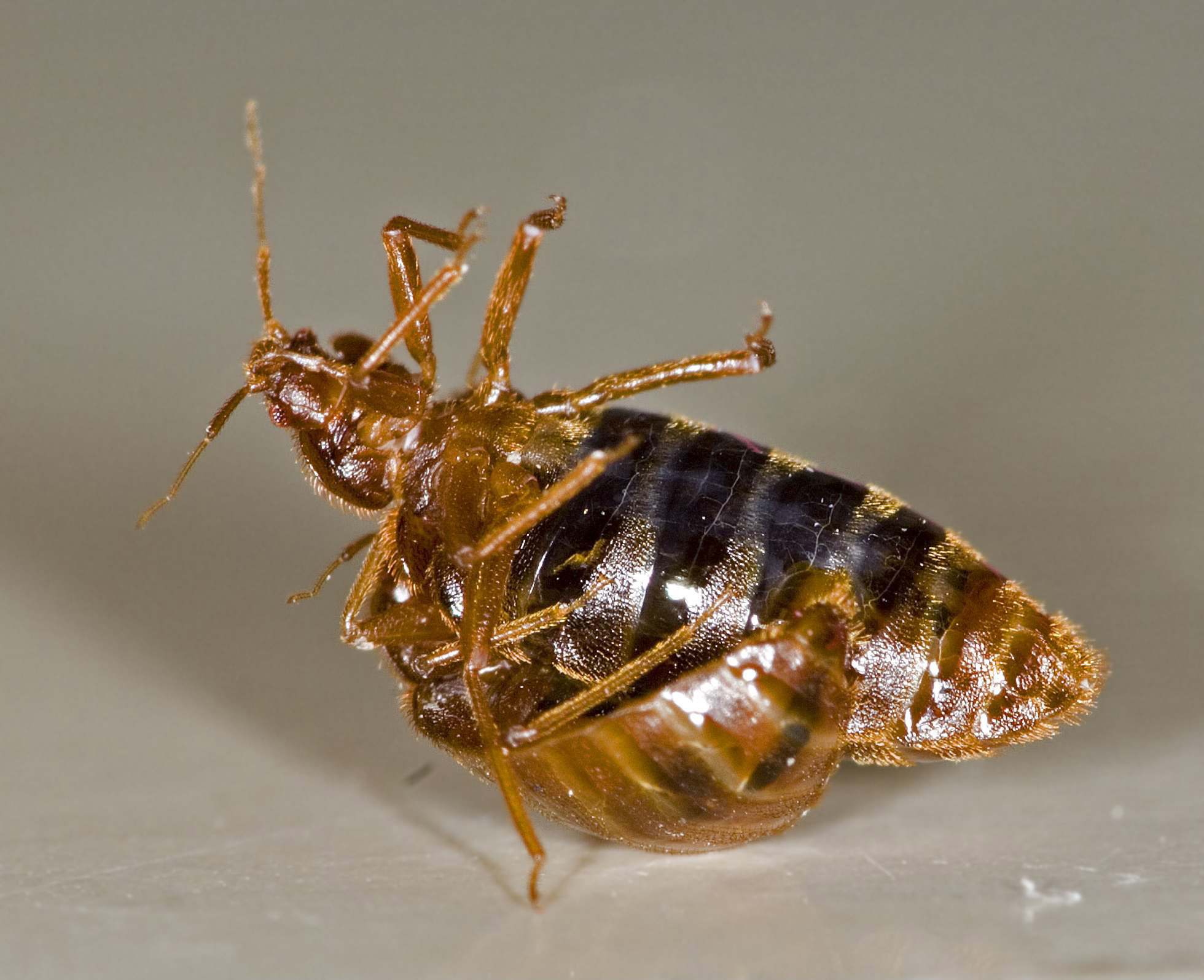
Macho de Cimex lectularius inseminando de forma traumática uma fêmea da sua espécie.

O Cimex lectularius, desenvolveu um hábito de cópula forçada que se assemelha à prática do estupro. Aparentemente, em algumas variedades deste inseto o macho fecha a fêmea com um tipo de "rolha" após fertilizá-la para evitar que os outros machos a fertilizem também. Então, certos percevejos adaptaram-se a esse problema perfurando a fêmea durante a relação de modo a evitar o caminho normal e contornar a rolha. Outros, desenvolveram algo ainda mais drástico: o macho perfura e insemina os outros machos à força de modo que, os seus genes sejam "carregados" para as fêmeas quando o macho inseminado for acasalar com elas.

### Reprodução com ineficiência

#### Kiwis colocam ovos desproporcionais
O kiwi (gênero Apteryx) coloca ovos seis vezes maiores do que o comum para uma ave do seu porte — os ovos têm cerca de 180 mm de comprimento e 80 mm de diâmetro. O ovo dessa ave é tão grande que pode ter até 20% do peso do animal e ocupar um espaço tão grande no corpo da fêmea, que ela é obrigada a jejuar por falta de espaço para o alimento. Algumas hipóteses lançadas para explicar a ocorrência de um ovo tão grande, cuja expulsão é dolorosa, é de que com esse tamanho o ovo consiga ter 65% de gema enquanto os ovos das demais aves possuem possuem somente 35-40% de gema.

#### Hienas dão à luz por um pseudopênis
A Crocuta crocuta fêmea não possui vagina externa (abertura vaginal), pois os lábios são fundidos para formar um pseudoescroto, enquanto o clítoris é formado e posicionado formando um pseudopênis através do qual a fêmea urina, copula, dá à luz e que é capaz de ter ereção. O problema maior é que a hiena precisa dar à luz a um filhote de quase 2 Kg (os filhotes de hiena-pintada são os maiores jovens carnívoros em relação ao peso de suas mães) através de um canal de 2 cm de largura nesse pseudopênis. Com isso, cerca de 60% dos filhotes ficam presos e sufocam antes de nascer, outras vezes o filhote morto fica preso e acarreta na morte da mãe.

#### Fêmeas humanas dão a luz pela pelve
Na fêmea humana, o canal do parto passa pela pelve. O crânio pré-natal se deforma de maneira surpreendente. No entanto, se a cabeça do bebê for significativamente maior que a abertura pélvica, o bebê não poderá nascer naturalmente. Antes do desenvolvimento da cirurgia moderna cesariana, essa complicação levaria à morte da mãe, do bebê ou de ambos. Outras complicações do parto são agravadas por essa posição do canal de parto.

#### Reprodução do maracujá depende do clima
Plantas angiospermas como o maracujá dependem da reprodução sexuada por polinização para se replicar (o maracujazeiro nunca aceita o próprio pólen e, assim, não se autofecunda). No entanto, cada flor de maracujá dura apenas uma única tarde e se esse processo de polinização não for realizado com sucesso, a flor não-fecundada se fecha no final da tarde, murcha e cai posteriormente. Para complicar ainda mais, a polinização natural do maracujazeiro pode ser interrompida por dias nublados, com chuva ou frio, quando os seus polinizadores param as atividades. Ainda que a atividade dos polinizadores não fosse interrompida, a polinização não aconteceria porque o pólen molhado estoura.

#### Vivipação em diferentes espécies vegetais
A vivipação vegetal (frequentemente confundida com viviparidade), é o processo de germinação precoce de sementes dentro do fruto e pode ocorrer com várias espécies se houver condições para isso. Geralmente, esse tipo de germinação acontece quando as sementes apresentam nível baixo ou nulo de ácido abscísico – fitohormônio cujo efeito inibe a germinação das sementes até que as condições sejam adequadas. Acontece que certas espécies carecem desse hormônio supressor e as sementes podem germinar ainda dentro do fruto.

#### Macrófitas submersas requerem polinização
Muitas macrofitas aquáticas do gênero Elodea passam todo seu ciclo de vida submersas na água. Porém, para se reproduzir, a planta precisa fazer um gasto energético para a produção de flores carpeladas à partir de estolhos submersos de modo que as mesmas acabem emergindo para que haja a polinização. Como a reprodução sexuada por polinização é ineficaz, a propagação destas macrofitas se dá mais frequentemente pela fragmentação de rizomas, pois mesmo sem raíz, as partes desenraizadas mantêm-se vivas por longo tempo, podendo enraizar reproduzindo assexuadamente.

#### Plantas carnívoras requerem entomofilia
Plantas carnívoras como a dionaea são entomófilas obrigatórias, o que significa que são angiospermas cuja flor é polinizada por vários artrópodes voadores, como abelhas, vespas e numerosas espécies de besouros. Acontece que a liberação de aromas voláteis da armadilha pode competir com os aromas usados como atrativo de polinizadores pelas flores. Como as plantas carnívoras dependem dos artrópodes como polinizadores e presas, correm o risco de capturar e consumir aspirantes a mutualistas através dos compostos isca que liberam. Portanto, sua polinização é inadequada e possivelmente está correlacionada com viabilidade populacional reduzida. Como solução, em vez de se adaptar a uma polinização abiótica por anemofilia, ou seja, polinização pelo vento, a evolução por seleção natural simplesmente posicionou suas flores longe das armadilhas com um caule de cerca de 15 cm de comprimento para garantir que os polinizadores possam visitar as flores com segurança, sem serem capturados e consumidos.

#### Bambu que leva 120 anos para florar
As espécies de bambu podem ter ciclos de floração variáveis, com algumas florescendo com intervalo de anos, décadas e até um século. Como muitas espécies de bambu, o bambu preto (Phyllostachys nigra var. henonis) sincroniza sua floração, com eventos de floração acontecendo a cada 40-120 anos e é monocárpica, ou seja, após a floração as plantas morrem. Entretanto, além de ter um único evento único de floração a cada 120 anos e ser monocárpica, pesquisadores perceberam que a falta de germinação das sementes na maioria dos que foram observados florando pode leva à sua extinção. Em um estudo de 2023, foi verificado que mais de 80% dos colmos (caules) floresceram, mas nenhum deles sementes capazes de germinação e alguns colmos floridos nem as produziram. O que significa que a regeneração natural não acontece de forma suficiente.

## Causam a morte dos próprios indivíduos

### Bagagem evolutiva mortal

#### O ferrão das abelhas fica preso à vítima
O sistema de defesa das abelhas com ferrão ativo torna sua defesa um ato suicida. Quando a abelha ferroa, o ferrão desloca-se do abdômen e, na maioria das vezes, parte dos órgãos internos da abelha ficam na vítima e a abelha morre em seguida. Isto acontece devido a estriações do ferrão que acabam fixando o ferrão no tecido picado. A resposta evolutiva é que aparelho inoculador de veneno (ferrão) das abelhas e de outros indivíduos dessa ordem zoológica foi derivado de um ovopositor modificado, o qual possui glândulas veneníferas anexas.

#### Jabutis podem não conseguir se desvirar
O casco dos testudines (tartaruga, cágado e jabuti) possui um formato geométrico que complica a vida desses animais; muitas vezes, se virados de costas para baixo, não conseguem se desvirar sozinhos o que acarreta sofrimento, pois devido ao seu grande peso corporal e ausência de esqueleto interno, as vísceras, órgãos e músculos descolam-se para baixo, comprimindo assim o pulmão do animal e causando asfixia, que muitas vezes leva esses indivíduos a óbito, chegando a esse resultado lamentável lentamente, depois de cerca de 20 dias virado.

#### Muitos besouros não conseguem se desvirar
Alguns besouros, como o besouro saltador, conseguem saltar e se desvirar, pois entre o tórax e o abdômen possuem uma junta flexível que lhes permite encurvar o corpo, "engatilhando-o" para impulsionar um salto para cima. Porém, alguns grupos de besouros possuem um formato geométrico que complica a vida deles: se virados de costas para baixo, não conseguem se desvirar sozinhos. Nessa posição, os besouros ficam imóveis e tornam-se presas fáceis para pássaros e sapos e, no último caso, chegam ao resultado lamentável do óbito por fome.

#### Formigas e a espiral da morte
Espiral da morte (ou círculo da morte) e ocorre quando formigas da espécie Labidus coecus, também conhecidas como formigas de correição ou legionárias, acabam ficando desorientadas em seu próprio rastro. Como não enxergam bem, formigas se orientam deixando um trilha de feromônios que servem como guia umas para as outras. O problema acontece quando uma formiga se desorienta e cria uma trilha em formato circular, que é reforçado pelo feromônio das outras formigas. Assim, elas entram num giro desorientado e acabam muitas vezes morrendo de exaustão 

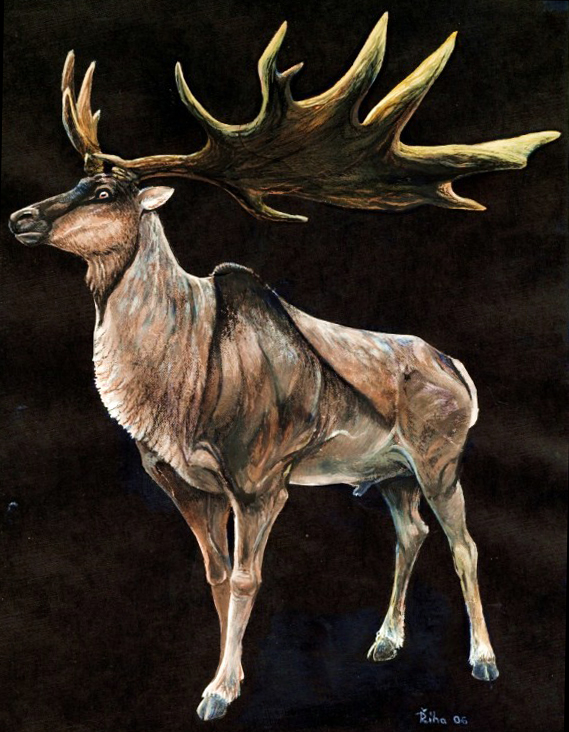
Megaloceros com os chifres.

#### Galhada do alce irlandês causou sua extinção
A galhada de muitos animais possui entre uma de suas funções fundamentais um "símbolo visual de posição de domínio". Com 41 kg de chifre que possuía 3,65 metros de ponta a ponta, o Megaloceros (Alce irlandês) rearranjou seus chifres de forma que pudessem ser exibidos por completo quando o animal olhasse pra frente, pois manobrar os chifres como os animais modernos fazem não seria viável. Contudo, embora estivesse bem adaptado às campinas abertas e relvadas, com poucos bosques da época, aparentemente o Megaloceros não se adaptou de forma suficientemente rápida à tundra subártica ou ao denso florestamento ocorrido depois do último recuo da camada de gelo, sendo incapaz de fugir dos predadores pela densa floresta; provavelmente o animal foi vítima do seu sucesso evolutivo anterior.

#### Gravidez ectópica na fêmea humana
Na fêmea humana, um óvulo fertilizado pode se implantar na trompa de Falópio, no colo do útero ou no ovário, e não no útero, causando uma gravidez ectópica. A existência de uma cavidade entre o ovário e a trompa de Falópio é uma bagagem evolutiva herdada de organismos ancestrais e que se apresenta defeituoso no sistema reprodutor. Antes da cirurgia moderna, a gravidez ectópica invariavelmente causava a morte da mãe e do bebê. Mesmo nos tempos modernos, em quase todos os casos, a gravidez deve ser abortada para salvar a vida da mãe.

### Seres aquáticos que podem se asfixiar

#### Tubarões que não podem parar de nadar
Existem espécies de tubarões que não podem parar de nadar (como o tubarão-branco e o tubarão-baleia), isso porque eles possuem o que se chama de ventilação forçada obrigatória, ou seja, recebem oxigênio para sobreviver apenas se o seu movimento for permanente. Acontece que os tubarões não possuem o opérculo e, dessa forma, precisam estar em constante movimento para que a água possa passar pela sua boca, atravessar a faringe e chegar às brânquias, ocorrendo as trocas gasosas da respiração branquial. Desse modo, se os tubarões pararem de nadar, o fluxo de água é interrompido e o sangue não receberá oxigênio, matando o animal asfixiado.

#### Cetáceos podem se asfixiar
Tal como todos os mamíferos, os cetáceos respiram ar por pulmões, o que implica que os animais desse grupo necessitam subir até a superfície para respirar, apesar de seu sistema respiratório permitir-lhes suportar muito tempo sem respirar (o cachalote, por exemplo, pode ficar três horas submerso sem respirar). Como todos os mamíferos, os cetáceos também dormem, mas não podem ficar completamente inconscientes para poderem respirar. Acontece que se não subirem para realizar as trocas gasosas da respiração, o sangue não recebe oxigênio, resultando na sua morte por asfixia.

#### Peixes pacus podem se asfixiar
Os pacus são peixes pertencentes à família Characidae e à subfamília Serrasalminae, que inclui várias espécies de peixes encontrados em rios da América do Sul. Embora os pacus sejam peixes de água doce, muitos deles são peixes pulmonados. Esta categoria diferente de peixes que possuem uma adaptação especializada para respirar ar. Eles têm órgãos respiratórios semelhantes a pulmões que lhes permitem obter oxigênio diretamente do ar.  Portanto, possuem uma respiração aérea obrigatória e, caso não consigam emergir para respirar, podem morrer asfixiados.

#### Tartarugas marinhas podem se afogar
Tal como todos os répteis, as tartarugas-marinhas respiram ar por pulmões e podem se asfixiar em certas situações. Embora elas tenham se adaptado ao ambiente aquático, para viver na água, ainda precisam emergir para fazer respiração aérea. Se uma tartaruga ficar presa debaixo d'água por muito tempo em um ambiente como dentro de um espaço fechado, uma fenda ou enterrada sob uma quantidade significativa de solo, ela pode morrer por falta de oxigênio. Infelizmente, com a atividade humana, as tartarugas marinhas agora são frequentemente vítimas de captura acidental em redes de pesca, onde ficam presas e morrem asfixiadas.  Estima-se que em 2000, morreram entre 2.600 e 6.000 tartarugas-marinhas-comuns apenas com uso de palangres pelágicos no Pacífico.

#### Sirênios podem se asfixiar
Sirênios (peixes-boi) são animais aquáticos que também podem se asfixiar se privados de respiração aérea. Os sirênios, tal como os cetáceos, são mamíferos que evoluíram de maneira que se tornaram seres marinhos (mergulhadores especializados) que precisam subir à superfície regularmente para respirar ar, já que ainda são animais de respiração pulmonar. Se eles ficarem presos em áreas sem acesso ao ar, como em redes de pesca, assim como as tartarugas marinhas podem acabar se asfixiando.

#### Alguns répteis aquáticos podiam se asfixiar
Alguns tipos de répteis marinhos pré-históricos, como os variados espécimes de ictiossauros, pliossauros, mosassauros e plesiossauros poderiam morrer por asfixia em algumas situações. Embora vivessem na água, esses animais ainda precisavam respirar ar como os demais répteis terrestres. Eles tinham adaptações específicas para isso, como pulmões adaptados à respiração aérea. Se por alguma razão não conseguissem emergir para respirar, como ficar presos sob o gelo ou em ambientes como fendas e cavernas subaquáticas, poderiam, morrer por asfixia. Um detalhe interessante relacionado ao fenômeno é que répteis marinhos mesozóicos davam à luz com a cauda primeiro porque o nascimento com a cabeça levava ao aumento do risco de asfixia do feto no ambiente aquático.

## Seres vivos sem partes ou órgãos

### Desprovidos de boca ou ânus

#### Mariposas que não possuem boca
As mariposas-da-lua adultas (Actias luna) não possuem boca e vivem apenas cerca de sete dias. Essas mariposas não se alimentam em sua fase adulta, porém, uma única fêmea pode produzir várias centenas de ovos durante os sete dias antes de morrer de fome. Para resistir tal tempo se alimentação, as mariposas usam das reservas  que acumularam enquanto eram lagartas. Muitas não conseguem se reproduzir antes de morrerem de fome.

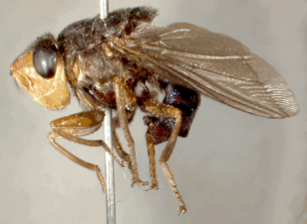
Macho de Mosca-varejeira sem peças bucais.

#### Moscas que não possuem boca
A Dermatobia hominis é uma mosca da família Cuterebridae popularmente conhecida no Brasil como mosca-berneira. Essa espécie não possui peças bucais (assim como também é o caso de outras moscas estroides). Por conta de seu aparelho bucal atrofiado e não funcional, as moscas adultas não se alimentam e, durante essa fase que dura 7 dias, os indívíduos de utilizam suas reservas para reprodução e depois morrem de fome.

#### Ácaros que não possuem ânus
Ácaros do gênero Demodex como o D. folliculorum são adaptados para viverem dentro dos folículos capilares e, portanto, são finos e semelhante a um verme, com pernas curtas. Todo o ciclo de vida da espécie D.  folliculorum leva de 14 a 16 dias, sendo sete dias para a larva se desenvolver em um adulto maduro, com dois estágios de ninfas intervenientes, e 4 a 6 dias de vida na fase adulta. Apesar de D.  folliculorum possuírem um intestino rudimentar, eles não possuem ânus. Sem o ânus, esses ácaros não defecam e acabam acumulando escórias dentro do seu corpo até explodirem.

### Desprovidos de outros órgãos

#### Cavalos não possuem o centro de vômito
O cavalo não possui o centro de vômito localizado na formação reticular da medula onde localiza-se os comandos do vômito. Sem esse centro de vômito, o cárdia que controla os alimentos que passam para a entrada do estômago não abre para que ocorra a regurgitação do alimento. Por conta dessa questão fisiológica, o cavalo não consegue vomitar, necessitando de lavagens estomacais e intestinais para a cólica. Nessa circunstância, os cavalos podem morrer caso não haja o esvaziamento do estômago, pois a cólica é a doença que mais mata cavalos e deve ser tratada com rapidez.

#### Plantas que colocam frutos sem sementes
Alguns grupos de plantas possuem frutos partenocárpicos. Por definição, frutos partenocárpicos são aqueles onde os rudimentos seminais não se transformam em sementes ou quando formam sementes, estas são estéreis. Espécies brasileiras como a Lophogyne lacunosa são partenocárpicas: a L. lacunosa apresenta um fruto com 3,03 mm (± 0,43) X 1,5 mm (± 0,23) e seis costelas, porém, desprovido de sementes. Além do gênero Lophogyne, frutos partenocárpicos ocorrem também  nos gêneros Mourera e Podostemum.

#### Cavalos possuem somente um dedo
Cavalos primitivos, como o Eohippus, possuíam quatro dedos nas patas dianteiras e três em cada pata traseira. Ao longo dos anos, os animais descendentes deram origem a cavalos de um dedo só (como o Pliohippus), que eram animais adaptados para desenvolver maior velocidade em descampados para fugir dos predadores. Esses espécimes monodáctilos deram origem ao Equus moderno, cuja estrutura de pata é formada pelos ossos do dedo central e cuja unha forma o casco. O problema é que ao pisar sobre um único dedo, cavalos podem desenvolver laminite com facilidade, sem ter outro dedo para pisar, o cavalo adoece e morre.

#### Besouros sem a abertura nos élitros
Muitas espécies de besouros não voam (como os gorgulhos do gênero Lucanidae e o Apterocyclus honolulensis) — eles retêm asas perfeitamente formadas, alojadas sob os élitros. Contudo, essas tampas das asas estão fundidas, fazendo com que esses seres não consigam abrir os élitros para colocar as asas pra fora e voar. Assim, os besouros possuem asas completas e funcionais, mas por não possuírem a abertura para liberar esses apêndices nunca poderão usa-los para voo. Todos os exemplos desse tipo podem ser explicados em termos de perda de funções que estavam presentes nos ancestrais, conduzindo à vestigialidade.

#### Caranguejo-eremita precisa de concha
Os caranguejos-eremitas não possuem o exoesqueleto rígido como os demais caranguejos. Nestes organismos apenas a parte dianteira está recoberta por um exoesqueleto rígido. Seu abdômen é mole e extremamente vulnerável, motivo pelo qual precisam encontrar conchas vazias de moluscos para se protegerem. A forma do seu abdómen está adaptada para que possa caber dentro da concha e, para além disso, as partes recobertas por exoesqueleto quitinoso, permitem bloquear a entrada da concha. À medida que o animal cresce, deve rapidamente encontrar outra concha vazia para trocar de proteção. Para os caranguejos-eremitas, encontrar uma concha vazia é uma questão de vida ou morte, pelo que são frequentes as lutas entre eles quando haja poucas disponíveis.

## Relações familiares nocivas

### Trapaças em espécie e interespécie

#### Vespas que copulam com as fêmeas antes delas nascerem
As vespas-do-figo (Blastophaga psenes) são vespas que se hospedam e passam o seu ciclo de vida dentro dos figos: elas nascem, se alimentam das sementes em desenvolvimento, se reproduzem e morrem dentro das frutas. As fêmeas saem da fruta para fazem a polinização de novos figos (que certamente vão hospedar os seus descendentes) e os machos, que não possuem asas, passam todo o ciclo de vida dentro do figo. O problema é que os machos nascem muito mais cedo que as fêmeas, isso faz com que eles convivam com as fêmeas como larvas ainda não nascidas. Então, para procriar, os machos devoram a parede do óvulo que protege as fêmeas e copula com elas antes mesmo de nascerem.

#### Cuco: o pássaro que mata os irmãos adotivos
O cuco é capaz de parasitismo social. Isso quer dizer que as fêmeas depositam seus ovos nos ninhos de outras aves, onde serão criados por pais de outras espécies. Criar um filhote de cuco no seu próprio ninho representa um grande prejuízo aos cucos pais, uma vez que o filhote de cuco, ao nascer, instintivamente mata seus irmãos de criação lançando todos os ovos antes que eles possam eclodir (ovos do pássaro hospedeiro requerem 15 dias de incubação e o do cuco apenas 12 dias) e competir por alimento.

### Canibalismo pós-reprodução

#### Tubarão-touro devora os irmãos ainda dentro do útero
Filhotes de tubarão-touro ou tubarão-cinza (Carcharias taurus) devoram seus próprios irmãos em uma disputa pelo "direito de nascer". Acontece que tubarões-touro chegam a 2,5 metros e dão à luz filhotes de 1 metro. Com isso, pelo tamanho do filhote, a mãe dá à luz apenas, no máximo, dois filhotes por gestação, o que faz com que os mesmos disputem pela vida. Desde 1980, autópsias revelaram embriões dentro do estômago de filhotes. Hoje, é sabido que o canibalismo no útero acontece desde os 5 meses de gestação, onde, até 12 fetos podem começar a "jornada", lutando pela sobrevivência até que só sobre o maior e, possivelmente, algum outro tubarão.

#### Louva-a-deus devora o macho na relação sexual
O canibalismo post coitum do louva-deus não é uma regra geral (cerca de 72% dos machos escapam vivos). Porém, a fêmea desse curioso inseto leva o conceito de “predador sexual” a um outro nível: ela costuma literalmente devorar seu parceiro após o coito para ficar mais fértil: o sacrifício conjugal do macho ajuda a propagar seus genes. Uma pesquisa feita por biólogos americanos demonstrou que fêmeas que comem os parceiros botam em média 88 ovos — 50 a mais do que as que não comem, aumentando bastante o número de descendentes.

#### Viúva-negra devora macho e os próprios irmãos
A aranha viúva-negra fêmea pratica canibalismo sexual, comportamento em que a fêmea devora o macho após o acasalamento. Este comportamento pode elevar as chances de sobrevivência da prole. As aranhas machos buscam contornar esta situação detectando substâncias químicas na teia que indicam quais fêmeas estão saciadas e selecionando-as para evitarem ser devorados. No entanto, além do canibalismo sexual, sabe-se que espécies como Latrodectus hesperus também praticam canibalismo entre irmãos.

### Canibalismo da genitora

#### Micromalthus debilis: o besouro que devora a mãe viva
Alguns insetos desenvolveram métodos macabros de propagar a espécie, assim como o que acontece em besouros Micromalthus debilis. As fêmeas desta espécie, que são parternogênicas, geram suas larvas fêmeas descendentes de forma normal. Porém, o Micromalthus debilis  desenvolveu um sistema praticamente idêntico ao dos cecidomiídeos, com uma variação macabra. As fêmeas paternogênicas produzem um único descendente macho, e essa larva se prende à cutícula da mãe durante cerca de quatro ou cinco dias, em seguida insere a cabeça pela abertura genital dela e a devora.

#### Cecidomiídeos: moscas que devoram a mãe viva
As fêmeas dos cecidomiídeos, que são partenogênicas, param de se desenvolver quando ainda são larvas e se reproduzem sem colocar ovos. A prole desenvolve-se nos tecidos da mãe e não no útero e, sem abastecimento de nutrientes, começa a devorar a própria genitora. Ao longo dos dias, para crescer, a pupa lentamente devora a mãe de dentro para fora, acabando por ocupar-lhe o corpo todo até emergir e deixar para trás somente vestígios do mesmo, iniciando um novo ciclo na reprodução assexuada por partenogênese.

#### Stegodyphus:aranhas que devoram a mãe viva
Em espécies da aranha Stegodyphus, as fêmeas anexam seus ovos à suas teias e os vigiam até que os filhotes eclodam. Quando eles nascem, a genitora continua a comer, mas regurgita a maior parte de suas refeições como uma sopa nutritiva para sua prole. Quando os filhotes atingem um mês de idade, a aranha mãe permite que sua prole a mate devorando-a lentamente enquanto injeta enzimas digestivas em seu corpo para devorá-la.

#### Vespa que injeta larvas em si mesma
A vespa fantasma da Austrália, que é conhecida vulgarmente como "Dama Longa", é uma vespa parasitoide que ataca os ninhos de abelhas nativas, como as abelhas solitárias da tribo Meliponini, também conhecidas como abelhas sem ferrão. A vespa fêmea tem um ovipositor extremamente longo, que ela usa para depositar seus ovos dentro dos ninhos das abelhas. Quando as larvas das vespas nascem, elas consomem os ovos ou larvas das abelhas hospedeiras. Acontece que, esta vespa tem um comportamento particularmente invasivo, onde, na falta de hospedeiros adequados, ela pode depositar seus ovos em seu próprio corpo para suas larvas se alimentarem dela.

### Infanticídio para sobrevivência

#### Ovelhas e cabras podem rejeitar seus filhotes
O parto prolongado pode levar o animal à exaustão e ter efeitos adversos. Raramente a mãe abandona a sua cria, porém em casos de parto múltiplo ou primíparas a atenção é dispensada em uma única cria e, passado o período crítico de reconhecimento, a cabra rejeita os outros filhotes. No caso da ovelha, se ela permitir que o cordeiro consuma o colostro revela que ela o reconheceu e o aceitou como seu, rejeitando qualquer outro filhote que tente mamar. Dados de mamíferos sugerem que, quando o recurso alimentar é severamente restrito, tornando fêmeas lactantes incapazes de manter seu peso vivo, as mães são mais propensas a rejeitar e abandonar seus filhotes.

#### Pandas escolhem um filho para morrer
Caso a fêmea do panda-gigante reproduza dando cria para gêmeos, ela escolhe somente um deles para cuidar. O outro filhote é rejeitado e abandonado, sem nenhum remorso, na floresta, para se virar sozinho ou morrer. Em zoológicos, esse comportamento é menos comum, porém, inda mais trágico: a decisão entre qual filhote abandonar pode levar um mês e, após acontecer, a mãe impede até mesmo que os tratadores se aproximem do filhote que foi escolhido para ser desprezado. A hipótese aceita é que a escolha se dá porque sua dieta exclusiva de bambu a torna incapaz de produzir leite suficiente para dois filhotes, pois ela não armazena gordura.

#### Bonobos devoram os próprios filhos para se impor
O estilo de dominância dos bonobos é incomum entre macacos. Bonobos machos não são dominantes e, embora bonobos fêmeas não apresentam traços típicos de espécies dominantes por fêmeas, a espécie apresenta uma sociedade matriarcal. Conforme a Sociedade Americana de Primatologistas, como os bonobos vivem neste sistema de matriarcado, a melhor maneira que o macho encontrou de se impor é ameaçar o futuro do bando inteiro despedaçando os próprios filhos e os devorando, bem diante da fêmea.

#### Aves eliminam filhotes indesejáveis
Embora não seja um comportamento universal em todas as espécies de aves, o infanticídio é um fenômeno que ocorre em muitas espécies e é estudado pelos cientistas para entender melhor suas causas e consequências. Por exemplo, em algumas espécies de gaivotas e corvos, indivíduos podem matar os filhotes de outros para reduzir a competição por recursos escassos, aumento das chances de sobrevivência para os filhotes restantes por seleção natural. Em outras circunstâncias, pais que estão sob estresse podem abandonar ou atacar e eliminar seus próprios filhotes quando considerados indesejáveis.

#### Hamster fêmea pratica canibalismo filial
Não é simples formular uma única teoria que explique a razão do canibalismo filial, onde a fêmea devora a prole após o parto. Um estudo de 2000 destacou que 46 espécies de roedores já foram previamente associadas ao infanticídio na literatura científica publicada. Em alguns casos, a fêmea não reconhece a cria e simplesmente a devora. Em outros casos, a desnutrição ou sobrecarga causada pelo processo de parto faz a fêmea recorrer ao canibalismo como uma maneira de obter nutrientes essenciais para sua própria sobrevivência. Outra possibilidade é a seleção natural onde, em ambientes naturais com recursos limitados, a mãe pode instintivamente elimina filhotes mais fracos para aumentar as chances de sobrevivência dos filhotes restantes e, potencialmente, de si mesma.

## Problemas com a alimentação

### Coprofagia e acecotrofia

#### Coalas necessitam fazer coprofagia
Assim como os filhotes de elefantes, pandas-gigantes e hipopótamos, os filhotes comem as fezes de suas mães ou de outros animais do rebanho para que lhe sejam transmitidos os micróbios cecais necessários para haver a digestão adequada da vegetação encontrada em seus ecossistemas. Quando esses animais nascem, seus intestinos são estéreis e não contêm essas bactérias. Sem isso, eles seriam incapazes de obter qualquer valor nutricional das plantas consumidas. Portanto, a coprofagia é obrigatória durante o período de desmame.

#### Coelhos necessitam fazer acecotrofia
Os coelhos precisam fazer a ingestão de suas fezes noturnas logo após serem expelidas a fim de digerir completamente as suas refeições (o que caracteriza acecotrofia). Esses excrementos denominados cecotrofos possuem um revestimento mucoso, são moles e menores que as fezes comuns, e são eliminados de 4 a 8 horas depois da alimentação. Acontece que os coelhos tiveram que se adaptar para digerir a celulose. Eles têm um apêndice alargado e ceco que contêm bactérias de digestão de celulose, mas os açúcares e outros nutrientes não são absorvidos completamente no intestino e vão para as fezes moles produzidas. Parte desse excremento é ingerido para passar através de seu sistema digestivo outra vez e, com isso, absorver todo o nutriente necessário. As fezes comuns expelidas pelos coelhos são duras e grandes, neste caso não ocorre a coprofagia.

#### Tatuzinhos-de-jardim necessitam comer suas fezes
Tatuzinhos-de-jardim são crustáceos membros da subordem Oniscidea. Os tatuzinhos passaram a viver de forma independente de ambientes aquáticos graças principalmente à presença de bolsa incubadora como um marsúpio, mas também à forma achatada do corpo, e a adaptações comportamentais e fisiológicas, entre elas o desenvolvimento de cutícula espessa e de estruturas para trocas gasosas. Esse grupo de seres vivos acumulam metais pesados e necessitam do elemento cobre para sobreviver, uma vez que quando o tatuzinho defeca, ele perde certa quantidade de cobre, eles praticam coprofagia para obter o elemento de volta.

### Problemas na digestão

#### Preguiças podem morrer de fome saciadas
Preguiças podem demorar até um mês para digerirem uma refeição. Com tanto esforço requerido apenas para obter nutrição de sua dieta, ainda podem morrer de fome: se a temperatura do corpo de uma preguiça cair muito baixo, as bactérias em seu intestino que ajudam na digestão dos alimentos podem "parar de funcionar", e a preguiça pode morrer de fome mesmo com um estômago cheio. Para piorar a situação, as preguiças de dois dedos além de possuírem a menor e mais variável temperatura corporal de qualquer mamífero, não conseguem se arrepiar para se manterem aquecidas, ficando dependentes e reféns das condições ambientais.

#### Preguiças precisam descer da árvore para defecar
Uma vez por semana, as preguiças descem para defecar no chão, num esforço que lhes custa cerca de 8% da energia que ingerem em um dia e que as deixa particularmente vulneráveis aos predadores – metade das mortes de preguiças acontece durante a “ida ao banheiro”. A melhor hipótese para explicar esse ritual é que as traças que vivem nos pelos da preguiça atuam como um tipo de fertilizante, potencializando os níveis de nitrogênio na pele da preguiça que, por sua vez, estimula o crescimento de algas (as algas servem para camuflagem e fazem parte da alimentação das preguiças). Em uma relação simbiótica estranha, enquanto defeca no solo, a preguiça consegue renovar as traças de sua pele e permite que as traças dos pelos depositem ovos em suas fezes.

#### Pandas dependem de até 14 horas de alimentação por dia
Pandas (Ailuropoda melanoleuca) são ursos. Diferente de outros ursos que se alimentam de carne, pandas são herbívoros estritos especializados em comer bambu (que compõe 99% da dieta desses animais). O problema é que enquanto outros membros dessa família extraem grandes quantidades de energia do alimento (carne) os pandas podem chegar ao extremo de aproveitarem apenas cerca de 9% da energia consumida. Para tentar contornar essa situação, os pandas se alimentam durante 10 a 14 horas, consumindo até 6% de seu peso em bambu por dia. Porém, apesar de tamanha quantidade de bambu sendo consumida, a absorção da energia continua sendo escassa, isso porque os pandas descendem de ancestrais carnívoros e, seu sistema digestório não é apropriado para o processamento de matéria vegetal e sim de carne.

## Atividades pouco inteligentes

#### Sistema de defesa da cigarra é saciar o predador
Para propagar a espécie, os seres vivos desenvolvem diferentes estratégias de defesa como espinhos, cascas, ferrões e etc. Porém, alguns seres vivos desenvolveram um sistema de defesa que consiste em "saciar o predador". Nesse sistema, os seres ficam inteiramente visíveis para o predador, e, em tão grande número de indivíduos que os predadores não conseguem consumir a todos. Por fim, os poucos que sobrevivem se reproduzem propagando a espécie. A hipótese da saciedade do predador tem sido aplicada às diferentes espécies. Esses padrões de defesa têm sido observados em plantas como algumas espécies bambu e em animais como as cigarras.

#### Sistema de defesa do bambu de saciar o predador
Muitas espécies de bambu desenvolveram uma adaptação anti-predador na qual eles, sendo as presas, ocorrem brevemente em altas densidades populacionais, reduzindo a probabilidade de todos os indivíduos serem devorados. No fenômeno da saciedade ao predador, ao acontecer a floração em massa e a frutificação ao mesmo tempo, uma população de bambus aumenta a taxa de sobrevivência de suas sementes ao inundar a área com frutos. Portanto, mesmo que os predadores comam até se fartar, ainda sobrarão sementes. Por terem um ciclo de floração mais longo do que a vida útil dos roedores predadores, algumas sementes poderão germinar e alcançar a formação de adultos.

#### Preguiças podem confundir os braços com galhos
As preguiças são animais arborícolas, elas se sentam em cima de galhos, comem, dormem e até dão à luz penduradas em galhos de árvores. Os membros das preguiças são adaptados para pendurar e agarrar: suas mãos e pés especializados têm longas garras curvadas para permitir que elas se pendurem de cabeça para baixo a partir de galhos sem esforço. Como os braços são grandes (50% mais compridos que as pernas), ocasionalmente as preguiças o confundem com um galho, levando-os a cair das árvores.

#### Albatrozes não podem decolar ou pousar corretamente
A maioria dos albatrozes não tem condições morfofisiológicas que lhes permitam manter um voo ativo auto-sustentado, pois suas longas asas são inadequadas para o voo ativo e a maioria das espécies não tem músculos e energia para realizar um voo contínuo. Desta forma, os albatrozes realizam voo planado e são dependentes da existência de vento e de ondas para decolar. Quando decolam, os albatrozes necessitam de efetuar uma corrida de modo a permitir a passagem suficiente de ar sob as asas para que se crie a sustentação aerodinâmica necessária para levantar voo.

#### Kakapos saltam de árvores altas sem saber voar
Kakapos são um grupo de papagaios que evoluíram em um ambiente livre de predadores. Sem pressão seletiva para trabalhar em uma estratégia de defesa, o animal adotou um método de defesa no qual, quando se sente ameaçado, congela instantaneamente ficando completamente imóvel no local com a expectativa de que sua plumagem o camufle no ambiente (o que pode ser fatal caso o ambiente não camufle). Embora o kakapo não possa voar, pelo fato de possuir apenas 3,3% de sua massa formada por músculos peitorais, ele escala até a copa das árvores mais altas e salta tentando usar as asas de "para-quedas" e simplesmente cai sobre o chão com seu corpo pesado (são as espécies vivas mais pesadas de papagaio).

#### Anuros machos cruzam com cadáveres
Frequentemente, os anuros machos copulam com as fêmeas mortas. Necrofilia já foi observada em Rana Boylii, no gênero bombina, na rã comum, na Rana pretiosa, no sapo asiático comum, Dendropsophus columbianus e a Rhinella jimi. O documentário de 1988 sobre a introdução dos sapos-cururu na Austrália Cane Toads: An Unnatural History mostra um sapo macho copulando com uma fêmea que foi atropelada por um carro há oito horas. O amplexo necrofílico em sapos pode ocorrer porque os machos montam em qualquer objeto flexível do tamanho de uma fêmea adulta. Se o objeto montado for um sapo vivo macho ou não apropriado para o acasalamento, ele o expulsará de seu corpo ou vocalizará um chamado para ser liberado. Sapos mortos não podem fazer isso, então podem ser montados por horas. A rã amazônica Rhinella proboscidea às vezes pratica o que foi denominado "necrofilia funcional": um macho agarra o cadáver de uma fêmea morta e o aperta até que seus oócitos sejam ejetados antes de fertilizá-los.

#### Moscas podem arrancar a cabeça ao limpá-la
Moscas esfregam continuamente as patas e outras partes do corpo para limpar e remover partículas indesejáveis e detritos que podem ter se acumulado. Quando seus órgãos dos sentidos entram em contato com a sujeira, elas adotam um comportamento de esfrega, uma resposta instintiva evoluída para manter suas antenas, olhos e outras estruturas livres de obstruções  e para limpar os resíduos de comida das pernas, reduzindo o peso corporal e garantindo movimentos mais ágeis. No entanto, em decorrência da força excessiva ao realizar o comportamento de fricção e da velocidade, as moscas podem acabar torcendo a cabeça, fazendo com que ela seja desconectada acidentalmente.